# OOPSLA

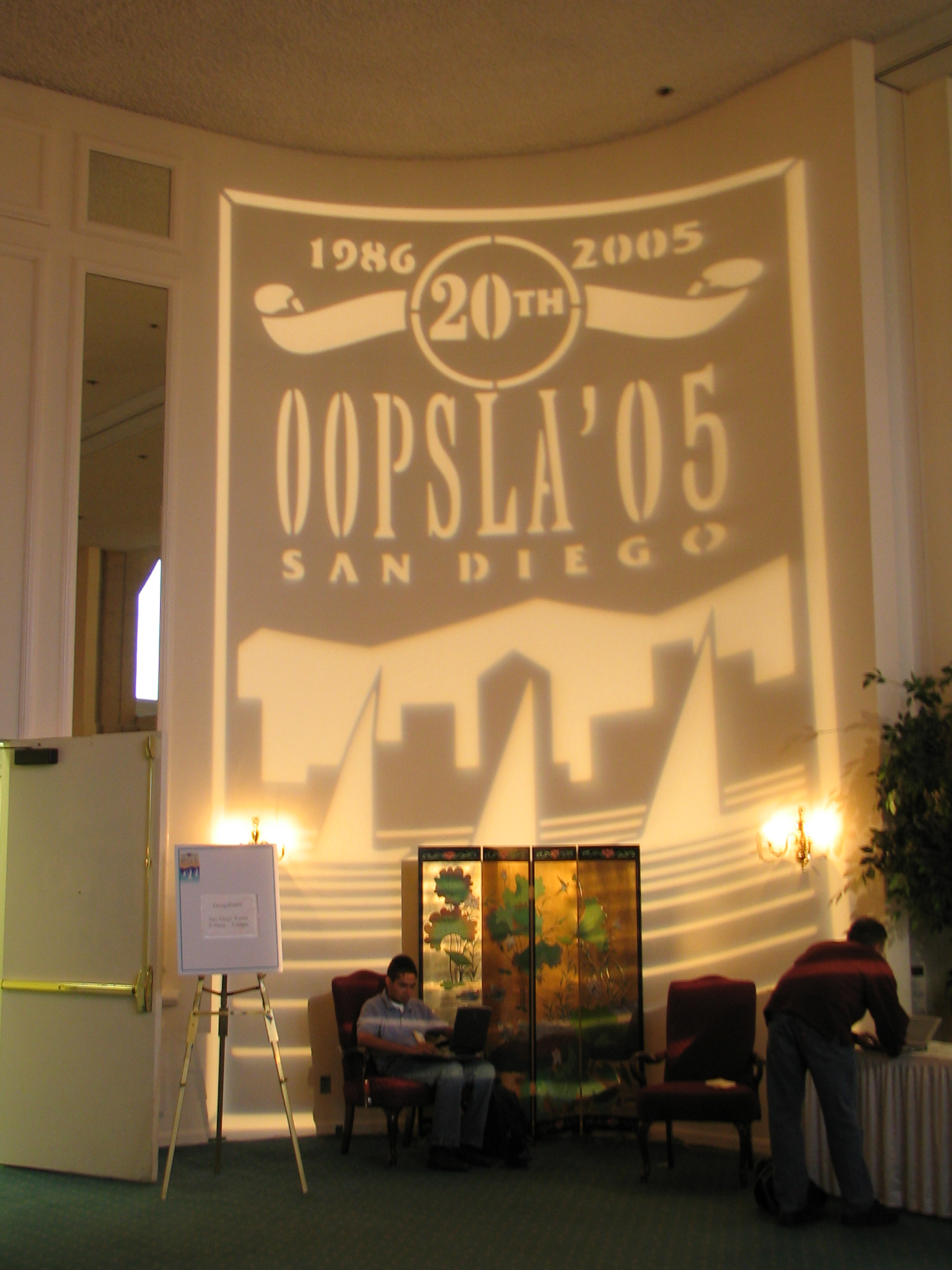
2005년도 OOPSLA. 미국 샌디에이고

OOPSLA (Object-Oriented Programming, Systems, Languages & Applications)는 매년 열리는 계산기 학회(ACM) 콘퍼런스이다.
OOPSLA는 객체 지향 프로그래밍 시스템, 언어, 응용 프로그램 등을 주제로 해마다 열린다. 다른 콘퍼런스들과 마찬가지로, OOPSLA에는 여러 트랙(track)이 있고, 많은 세션(session)이 동시에 열린다.
OOPSLA는, 1986년, 포틀랜드 (오리건주)에서 처음 개최되었다. 현재 계산기 학회(ACM)의 Special Interest Group for Programming Languages (SIGPLAN) 그룹의 후원 하에 운영되고 있다.
OOPSLA의 개최지는 해마다 바뀐다. 또한 프로그램(program)의 부류도 매년 바뀐다. 전통적으로, OOPSLA에서는 학술적인 논문에 대한 발표가 행해지는 동시에, 꽤 실질적인(practical) 체험(실시) 보고서(experience report), 패널 토의, 웍샵, 튜터리얼 등의 발표가 행해진다.
OOPSLA는 개체 지향 프로그래밍 패러다임이 메인스트림 프로그래밍으로 자리 잡는 데 공헌을 하였다. 개체 지향 프로그래밍과 관련된 여러 학술 분야가 정립하는 데 기여를 하였다. 예를 들어 디자인 패턴, 리팩토링, 애스펙트 지향 프로그래밍, 모델 드라이븐 엔지니어링, 애자일 소프트웨어 개발, 도메인 특화 언어 같은 것들이다.
유럽에는 OOPSLA의 자매프로젝트로서 ECOOP이 있다.

## 장소 및 조직
| 년도   | 장소                                              | 콘퍼런스 체어(Chair)            | 프로그램 체어          |
| ------ | ------------------------------------------------- | ------------------------------- | ---------------------- |
| 2007년 | 몬트리올, 퀘벡주, 캐나다                          | Richard P. Gabriel              | David Bacon            |
| 2006년 | 포틀랜드 (오리건주), 오리건주                     | Peri Tarr                       | William Cook           |
| 2005년 | 샌디에이고, 캘리포니아주                          | Ralph Johnson                   | Richard P. Gabriel     |
| 2004년 | 밴쿠버, 브리티시컬럼비아주, 캐나다                | John Vlissides                  | Doug Schmidt           |
| 2003년 | 애너하임, 캘리포니아주                            | Ron Crocker                     | Guy L. Steele, Jr.     |
| 2002년 | 시애틀, 워싱턴주                                  | Mamdouh Ibrahim                 | Satoshi Matsuoka       |
| 2001년 | 탐파 베이, 플로리다주                             | Linda Northrop                  | John Vlissides         |
| 2000년 | 미니애폴리스, 미네소타주                          | Mary Beth Rosson                | Doug Lea               |
| 1999년 | 덴버, 콜로라도주                                  | Brent Hailpern                  | Linda Northrop         |
| 1998년 | 밴쿠버, 브리티시컬럼비아주, 캐나다                | Bjorn Freeman-Benson            | Craig Chambers         |
| 1997년 | 애틀랜타, 조지아주                                | Mary Loomis                     | Toby Bloom             |
| 1996년 | 새너제이 (캘리포니아주), 캘리포니아주             | Lougie Anderson                 | James Coplien          |
| 1995년 | 오스틴 (텍사스주), 텍사스주                       | Rebecca J. Wirfs-Brock          | Mary Loomis            |
| 1994년 | 포틀랜드 (오리건주), 오리건주                     | Jeff McKenna                    | J. Eliot B. Moss       |
| 1993년 | 워싱턴 D.C.                                       | Timlynn Babitsky 및 Jim Salmons | Ralph Johnson          |
| 1992년 | 밴쿠버, 브리티시컬럼비아주, 캐나다                | John Pugh                       | Rebecca J. Wirfs-Brock |
| 1991년 | 피닉스, 애리조나주                                | John Richards                   | Alan Snyder            |
| 1990년 | 오타와, 온타리오주, 캐나다 ( ECOOP과 같이 열림 )) | David Thomas 및 Pierre Cointe   | Akinori Yonezawa       |
| 1989년 | 뉴올리언스, 루이지애나주                          | George Bosworth                 | 켄트 벡                |
| 1988년 | 샌디에이고, 캘리포니아주                          | Alan Otis 및Larry Tesler        | Kurt Shmucker          |
| 1987년 | 올랜도, 플로리다주                                | Adele Goldberg 및 Chet Wisinski | Jerry L. Archibald     |
| 1986년 | 포틀랜드, 오리건주                                | Daniel G Bobrow 및 Alan Purdy   | Daniel Ingalls         |